# Neofelis
Neofelis (levhart, pardál) je rod velkých koček, sesterský rodu Panthera. Obývá Asii. Zahrnuje dva druhy. Zaprvé je to levhart obláčkový (Neofelis nebulosa), který žije v jižní, jihovýchodní a východní Asii. Populace levhartů z ostrovů Borneo, Sumatra (a možná Batu), dříve uváděná jako poddruh Neofelis nebulosa diardi, je od roku 2006 považována za samostatný druh levhart Diardův.
Oba druhy se vyznačují charakteristickou morfologií a zbarvením, díky čemuž jsou jednoznačně odlišitelné od ostatních kočkovitých šelem. Mají na bocích velké skvrny ve tvaru obláčků, relativně krátké končetiny a podsaditou tělesnou stavbu. Ocas mají dlouhý a silný. Jejich hlava je velká a muskulaturní. Disponují velmi dlouhými špičáky (i více než 4 cm), ve srovnání s celkovými rozměry těla relativně nejdelšími ze všech kočkovitých šelem. Tlamu dokáží rozevřít až do úhlu 90° (pro srovnání u pumy je to jen 65°). Klouby zadních nohou vykazují neobyčejnou pohyblivost, která jim umožňuje výborný pohyb po stromech. Kromě jiných hlasových projevů vydávají dlouhé sténavé volání, které je slyšitelné na velkou vzdálenost.
Jejich habitatem jsou různé typy tropických lesů, především jihovýchodní Asie. Pohybují se velmi obratně po stromech, dokáží šplhat hlavou dolů nebo zavěšeni na větvi visíce dolů. Živí se malými nebo středně velkými živočichy. Mezinárodní svaz ochrany přírody vede oba druhy jako zranitelné. Jejich počty ve volné přírodě klesají. Na vině je ztráta habitatu vinou odlesňování a lov kvůli kožešině a částem těl.